# ريموند البيضاوية
ريموند البيضاوية ممثلة ومغنية إسرائيلية من أصل يهودي مغربي مهتمة بالأغاني الشعبية المغربية، ولدت سنة 1943 بمدينة الدار البيضاء بـ (المدينة القديمة بحي الملاح)، المغرب
رايموند البيضاوية اسم ارتبط بالأغنية الشعبية المغربية لسنوات طويلة، كان إسمها يذكر كرائدة من رواد الغناء الشعبي ممن أثروا المشهد بأصواتهم وبألحانهم.. يُحسَب لها أنها ظلت «تتنقل كالزهرة بين روائع الربيرتوار (الأرشيف)الموسيقي المغربي»، لذلك «يحتفظ من خلالها المغاربة بكثير من الذكريات الجميلة».
حتى جاء اليوم الذي غادرت فيه إلى إسرائيل، ليعرف المغاربة أنها ذات أصول يهودية، فالتعايش الحاصل بين المغاربة باختلاف ديانتهم جعلها تتشبث بلهجتها (تَامَغْرَابَيْتْ) حتى عندما اختارت الهجرة إلى إسرائيل حيت أنشأت فرقة للمسرح تقدم كل أعمالها باللهجة المغربية.. .

## نشأتها
ترعرعت ريموند البيضاوية في مدينة الدار البيضاء من عائلة يهودية مغربية، كان حلمها أن تصبح مصممة أزياء، لم تكمل دراستها بسبب امومتها المبكرة في سن الرابعة عشر والنصف (حسب قولها في إحدى اللقاءات الصحفية)
تزوجت في سن الرابعة عشر من يهودي مغربي رزقت منه بطفلين (ابنة وابن)و هي بعد لم تتجاوز الخامسة عشر من عمرها 
غادرت المغرب بعد أن بلغت سن الثامنة عشرة، ولم تكن تخطط لتكون مغنية بل كانت مولعة بتصاميم الأزياء فأمها كانت تحترف فن الخياطة ريموند البيضاوية تعشق الأغاني الغربية لجاك بريل وجورج براسنس حتى وجدت نفسها تدخل من باب الغناء الشعبي.

## دخول عالم الغناء بالصدفة
بدأ مشوارها في مجال الغناء بالصدفة على يد مغني مغربي يدعى ألبير سويسة الذي التقاها خلال دعوة والديها له للمنزل واقترح عليها اداء الاغاني من الفولكلور المغربي الشعبي لرواد الغناء المغاربة في ذلك الوقت تقول: "" بعد إنجابي للمولود الثاني ودخولي مرحلة الاكتئاب ما بعد الولادة التقيت المغني المغربي اليهودي ألبير سويسةالذي كان له مشكل صغير توجب عليه حله وقمنا بدعوته ليحل ضيفا علينا في البيت وقال لي ألبير سويسة اسمعي لدي مشكل، لقد قمت بكتابة اغاني واشترط علي مدير استوديو التسجيل ان تؤدى الأغاني بصوت نسائي..., فاقترح علي ألبير سويسة مرافقته للاستوديو وغناء الاغاني وقال ألبير سويسة بفضلك أستطيع تسجيل الأغاني وجني المال الذي أنا في حاجة إليه...
و هكذا بدأ مشواري مع الغناء وبفضل هذا اللقاء وجدت السعادة في الأغنية المغربية"

## لقب البيضاوية
تقول ريموند البيضاوية:
حملت لقب «البيضاوية» لأنني ولدت ونشأت فيها، فأنا بنت المدينة القديمة وتحديدا بحي الملاح باب مراكش المدينة القديمة، ولم يكن الملاح مجالا خاصا باليهود فقط، ففي طفولتي عشت وسط جيراني المسلمين الذين كنا نقتسم معهم كل شيء، ففي أزقة بوطويل وسيدي فاتح والسوينية كبرت مع لالة الزوهرة ولالة فاطمة وعائلات بلقانية وبنكيران والضرباني وغيرهم، كما أن المجال كان مشبعا بالتجاوب العفوي مع مختلف العروض الفنية لفرقة بوشعيب البيضاوي وليالي سينما فيردان وغيرها من الفضاءات التي كان يرتادها الفنانون، هي نوسطالجيا ما زلت أستعيدها بكل حب، فأنا لم أغادر المغرب إلا بعد أن بلغت سني الثامنة عشرة، ولم أكن أخطط لأكون مغنية بل كنت مولعة بتصاميم الأزياء وأعشق الأغاني الغربية لجاك بريل وجورج براسنس حتى وجدت نفسي أدخل من باب الغناء الشعبي الذي تعشقه أمهاتنا وجداتنا، ولم أندم على هذا الاختيار.

## مهرجان «الأندلسيات الأطلسية» بالصويرة
```
قالت الفنانة المغربية ريموند البيضاوية إن مشاركتها في مهرجان «الأندلسيات الأطلسية» بالصويرة، يشكل بالنسبة إليها، فرصة لتجديد صلتها بجمهورها، واعتبرت نجمة الغناء اليهودي المغربي أنها ظلت تناضل طيلة مسارها الفني من أجل التعريف بالموروث الغنائي المغربي، كما كشفت في حوار خصت به «الصباح» جوانب من طفولتها بالبيضاء ورأيها في الموجة الغنائية الجديدة.
[
3
]
```

```
تقول أيضا «يعني أشياء كثيرة، منها أنني أشعر بأن اللحظات التي أواجه فيها الجمهور على أرض الصويرة، وكأنني أخاطب فيها العالم بأكمله، فمثل هاته التظاهرات الفنية خاصة مهرجان «الأندلسيات الأطلسية» ألاحظ أن الجمهور فيها ينتمي إلى أعراق وديانات مختلفة، فالصويرة بهذا المعنى تعكس الروح الحقيقية للمغرب القائمة على الانفتاح والتعايش والمحبة، هذه الروح التي تشبعت بها من نشأتي في المغرب وبفضلها أحببته وظللت أحمله معي أينما حللت وارتحلت. أجمل ما في مثل هاته اللحظات التي يتيحها المهرجان، هي الاحتفاء بالتراث المغربي وحفظه للأجيال، وهي النقطة التي ما فتئت أناضل من أجلها وبنيت عليها مساري الفني طيلة عقود، أي التعريف بالموروث الفني المغربي وتقديمه في مختلف المحافل الدولية في العالم.» 
```

## لقاء رايموند البيضاوية بالحسن الثاني
لقاء ريموند البيضاوية بالحسن الثاني ملك المغرب كان بفضل أغنية الشعبية الطوموبيل والتي استمع لها الملك الراحل سنة 1970 بالصدفة، أعجب بصوتها وأدائها فأعطى أوامره أن تغني في القصر الملكي بالرباط سنة 1981، وقرر أن تغني رايموند بجانب المغني المغربي اليهودي الديانة أيضا سامي المغربي، فبقدر ما كان الخبر مفرحا لرايموند بقدر ما شكل لها تحديا كونها خشيت ألا تكون في مستوى الثقة..فرايموند لم يسبق لها أن غنت أمام الملك، في المقابل كان سامي قد اعتاد التردد والغناء في القصر الملكي وأمام الملك الراحل الحسن الثاني، فكرت رايموند كثيرا في أن تعتذر عن الغناء لأنها كانت خائفة، لكن سامي شجعها وتمكن من إقناعها من تجاوز خوفها..
تقول ريموند البيضاوية:
فعلا تعرضت لموقف طريف، وهو أنني فقدت القدرة على النطق في حضرة الملك الراحل الحسن الثاني، في أول مناسبة استدعيت فيها، مطلع الثمانينات، إذ تهيبت من اللقاء رغم اعتزازي به، وبحكم أنه لم تكن لدي أغانيّ الخاصة إذ أن أغلب ما أديته إلى حدود تلك الفترة كنت «كانسرقو» من الغناء المغربي، لذلك انتابني قلق شديد بخصوص ماذا سأغني في حضرة الملك، ولحسن الحظ فقد تمكنت من تجاوز لحظة التلعثم فغنيت له «العظمة ما منوش». .
ليلتها وعندما صعدت إلى الخشبة، تملكها الخوف، صمتت للحظات، كان الملك الراحل الحسن الثاني يجلس أمامها مباشرة، أما آلات العازفين المرافقين لها قد تجاوزت وقت الإحماء ويلزمها أن تنطلق في الغناء، لكن الرعب تملكها وعجزت عن الغناء، فبدا الإحراج على وجه الملك في أول لقاء له مع هذه الشقراء التي وقع في حب صوتها وأغانيها بعد ذلك.. صدم كل الحاضرين، وشخصت الأبصار نحو الملك الذي ارتسمت على وجهه علامات الإحراج، أومأ برأسه لانطلاق وصلة المغنية، لكن بدون جدوى.. وفي اللحظة التي قام من كرسيه غاضبا، انفجرت حنجرة رايموند البيضاوية لتصدح بالغناء، وما أن انتهت الوصلة الأولى حتى استعادت رايموند توازنها النفسي وألهبت الحاضرين بجميل أغانيها، فأدت أغاني مغربية شعبية مشهورة، حتى أن الملك الراحل تحول حرجه من خجل رايموند عند صعودها إلى الخشبة إلى فرح طفولي، ولم يتمالك الملك نفسه ووقع قبل أن ينحني انحناءة معجب بها وظل يصفق لرايموند كثيرا..

## الغياب عن الساحة الفنية
لم أغب مطلقا فنشاطي الفني ما زال متواصلا، وما زلت أحرص على تمثيل بلدي عبر العالم، ربما هناك أمور كثيرة تغيرت في المغرب ولم يعد الوضع الفني كما كان، إلا أنني ما زلت على اتصال دائم بالمغرب، إذ أتردد عليه دائما وأستريح فيه بعد كل مجهود فني، فارتباطي بوطني هو ارتباط روحي ووجداني.

## أعمالها الغنائية
- الطوموبيل (السيارة)
- مغربية مآمنة ببلادي (مغربية مُؤمِنَة بِبَلَدي)
- احنا مغاربة يا سيدي (نحن مغاربة يا سيدي)

## أعمالها كممثلة
- Dernier été à Tanger سنة 1987 - لعبت دور ربة منزل
- Bonjour Madame فيلم تلفزي وثائقي سنة 1995
- Passeur d'enfants مسلسل تلفزي سنة 1997 - لعبت دور إيدا
- Florentine مسلسل تلفزي سنة 1998 - لعبت دور أم كوبيس
- Ha-Masa'it مسلسل تلفزي سنة 2002 - لعبت دور هانا
- Ha-Mangalistim سنة 2003 - لعبت دور نعيمة إيدا
- Mashehu Matok سنة 2004
- Until Tomorrow Comes سنة 2004 - لعبت دور الأم

- Ahava Ze Koev سنة 2004 - لعبت دور أم أورين
- Va, vis et deviens سنة 2005 - لعبت دور سوزي
- Ein La Elohim سنة 2007

- One Draw to the Dream فيلم تلفزي سنة 2007
- Ima VeAbaz مسلسل تلفزي سنة 2012 - لعبت دور إيهوديت

## أنظر أيضاَ
- ألبير سويسة
- مولاي أحمد العلوي
- سامي المغربي
- سليمان المغربي
- عبد القادر الراشدي
- محمد بنعبد السلام
- إبراهيم العلمي
- الحاجة الحمداوية
- لطيفة آمال
- بوشعيب البيضاوي